# تخت نوزاد

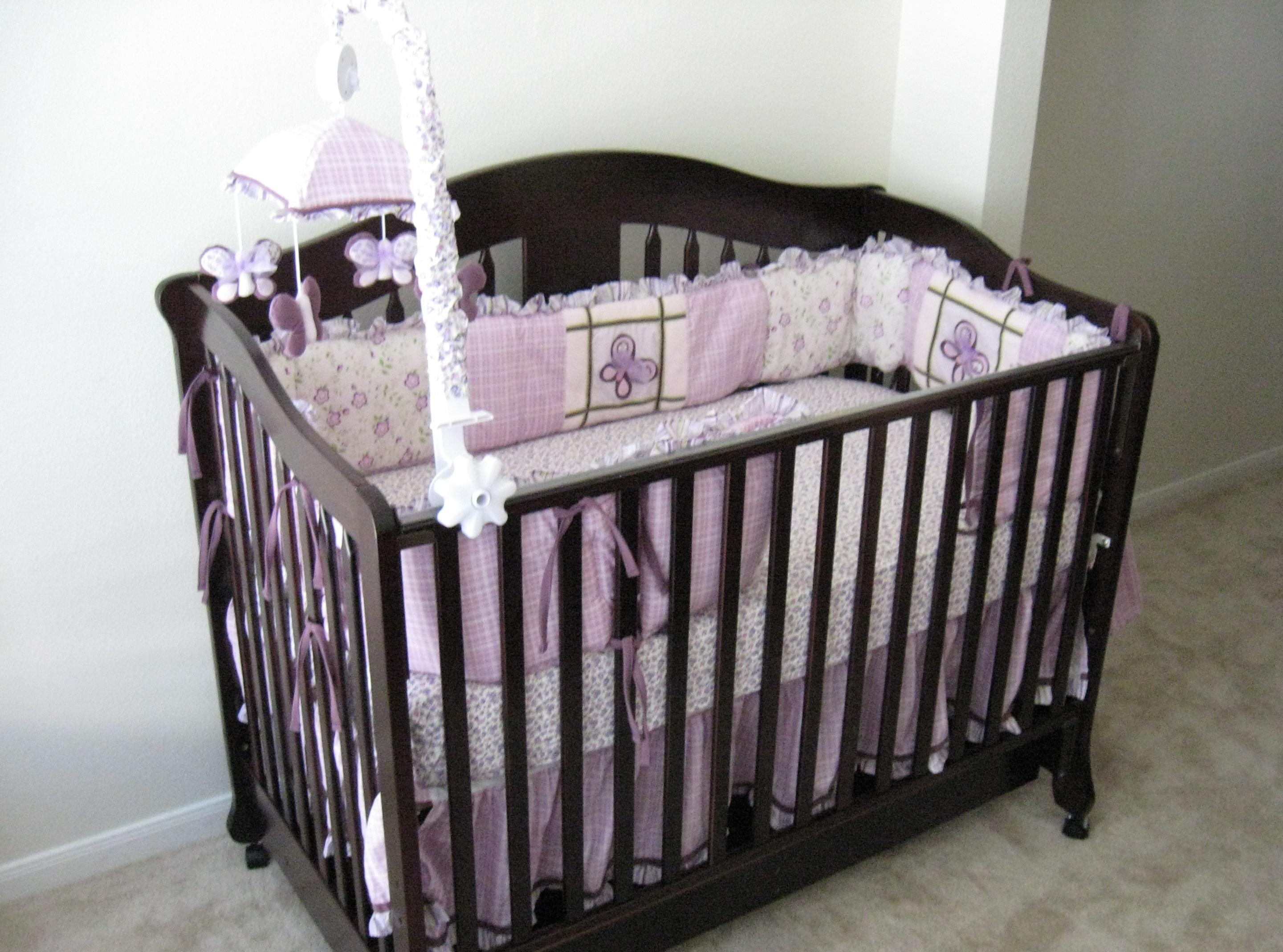
یک تخت نوزاد با تشک برجسته و ضربه‌گیر، با قابلیت حمل و نرده‌های سنتی با فواصل کم

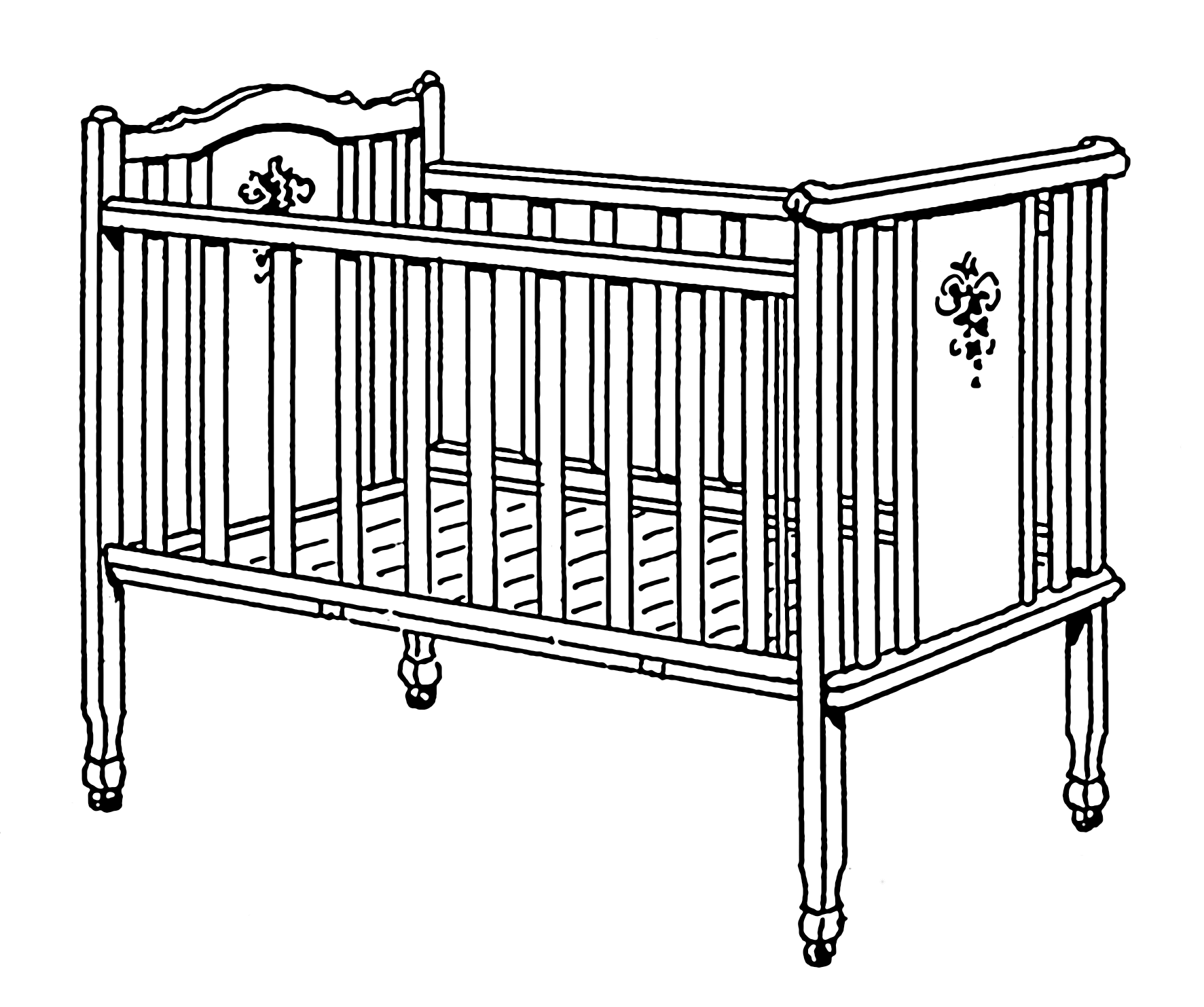
یک تخت نوزاد که فواصل نرده‌های آن می‌تواند برای کودک خردسال خطرناک باشد.

تخت نوزاد یا تخت کودک (انگلیسی: Infant bed) نوعی تختخواب کوچک مخصوص کودکان و نوزادان بسیار کوچک است. تختخواب نوزاد از نظر تاریخی یک محصول متاخر است که با هدف نگهداری از کودکان قادر به ایستادن ساخته شده‌است. طرح تخت‌های نوزاد به شکلی است که با داشتن نرده‌های جانبی، کودکان نوپا را در تخت محدود می‌کند. کودکان بین یک تا دو سالگی قادر به بالا رفتن هستند و تخت نوزاد طراحی شده تا از سقوط آسیب‌زای کودک هنگام فرار از تخت جلوگیری شود.
تختخواب نوزادان بیشتر در کشورهای غربی رایج است که توسط اکثر والدین به عنوان جایگزینی برای استفاده مشترک از تختخواب خود با فرزندشان درنظر گرفته می‌شوند.

## استانداردهای طراحی

استانداردها شکافهای قابل قبول و خطرناک در تختخواب نوزادان را مشخص می‌کند

به عنوان مثالی در بهبود ایمنی در طراحی تختخواب نوزادان، کمیسیون ایمنی کالاهای مصرفی ایالات متحده استانداردهایی را برای تختخواب نوزادان از سال ۱۹۷۳ تعیین کرده‌است. از آن زمان، مرگ و میرهای سالانه ایالات متحده در تختخواب نوزادان، از حدود ۲۰۰ به حدود ۵۰ مورد کاهش یافت، و میزان آسیب دیدگی در حال حاضر تقریباً ۸۰۰۰ کودک در سال است. بسیاری از این آسیب‌ها مربوط به ۲۵ میلیون تخت نوزاد است که قبل از استانداردهای ایمنی تولید شده‌اند.
تخت‌های مخصوص نوزادان به گونه‌ای طراحی شده‌اند که کودک را به تخت محدود کنند. پهلوها برای صعود کودک بسیار بلند هستند و هیچ پایه‌ای برای آنها فراهم نمی‌شود. استانداردهای فنی برای تخت نوزادان شامل مواردی مانند جلوگیری از به دام افتادن دست و سر کودک است. استانداردهای تخت نوزادان در استرالیا و نیوزیلند، اروپا و ایالات متحده در سطح بین‌المللی مطرح شده‌اند. استانداردهای طراحی چهار خطر عمده را شناسایی و برطرف می‌کنند:
سقوط
برای جلوگیری از صدمات مانند ضربه مغزی و شکستگی‌های استخوانی از سقوط در هنگام تلاش برای بالا رفتن. حداقل ارتفاع نرده‌های کناری تخت برای اشکال مختلف تشک، تعریف شده‌است.
اختناق
از آنجایی که ممکن است لباس کودک به قسمت‌هایی از تختخواب که برجسته هستند گیر کند، یا سر آنها بین شکاف‌ها اسیر شود، نوزادان می‌توانند در دام گرفتار شده و خفه شوند. شکاف‌ها و قسمت‌های بیرون آمده باید به اندازه کافی کوچک و به شکل مناسب باشند.
خفگی
در صورتی که چیزی مانع تنفس نوزادان شود، او از توانایی حرکتی یا قدرت چرخاندن سرخود برخوردار نیست و ممکن است گرفتار و خفه شود. اگر تشک خیلی نرم باشد هم نوزادان می‌توانند خفه شوند.
گیر افتادن
نوزادان در صورت گرفتار شدن در بین شکاف‌ها ممکن است از ناحیه دست و یا پا آسیب ببینند. شکاف‌هایی که اندازه آنها می‌تواند اندام کودک را به دام اندازد مجاز نیستند.

## اهمیت نصب صحیح تخت نوزاد

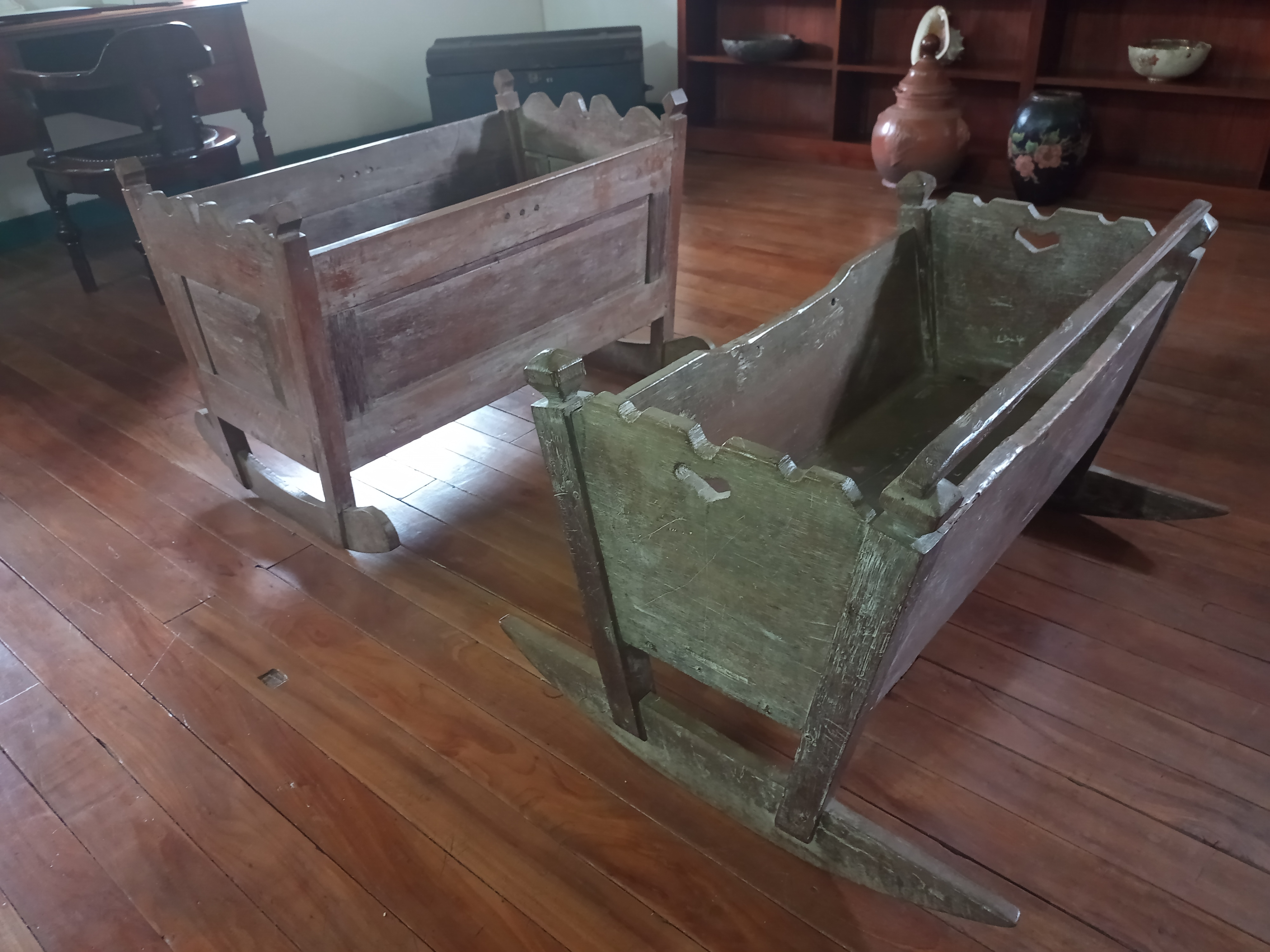
گهواره در موزه کلونیست (سانتا لئوپولدینا)

نصب درست تخت و پارک کودک نه‌تنها راحتی استفاده از آن را افزایش می‌دهد، بلکه ایمنی کودک را نیز تضمین می‌کند. اگر نصب به‌درستی انجام نشود، ممکن است کودک در معرض خطر سقوط یا آسیب قرار گیرد. به همین دلیل، توجه به جزئیات نصب و رعایت استانداردها ضروری است.